# Рома (футбольный клуб)
«Ро́ма» (полное название — Спортивная ассоциация «Рома», итал. Associazione Sportiva Roma) — итальянский профессиональный футбольный клуб из Рима. Основан в 1927 году в результате объединения трёх римских команд: ФК «Роман», «Альба-Аудаче» и «Фортитудо-Про Рома». Один из самых титулованных клубов Италии.
Цвета клуба: золотисто-жёлтый и пурпурно-красный. Домашние матчи проводит на «Стадио Олимпико», вмещающем 72 698 зрителей. «Рома» принимала участие во всех сезонах Серии А с начала её основания (1929/30) кроме одного сезона в Серии B (1951/52). «Рома» является членом Ассоциации Европейских клубов. Первый победитель Лиги конференций.

## История

### Основание и первые сезоны

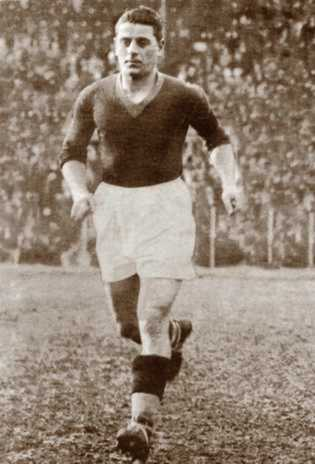
Аттилио Феррарис, капитан «Ромы» в годы становления

Спортивная ассоциация «Рома» была образована 7 июня 1927 года (22 июля 1927 года — дата первого официального упоминания, или день «первого приказа») в результате объединения трёх римских команд: «Роман», «Альба-Аудаче» и «Фортитудо-Про Рома» (первоначально команд было пять — «Роман», «Альба», «Аудаче», «Фортитудо» и «Про Рома»). Подобные слияния и переименования происходили по всей Италии во время фашистского режима с целью упростить географию футбола в больших городах, а также повысить среди народа известность и важность местных команд. Инициатором появления «Ромы» и первым её президентом был секретарь римской федерации фашистской партии Итало Фоски, который желал создать в Вечном городе клуб, способный бороться с гегемонией североитальянских команд — «Дженоа», «Торино», «Ювентуса», «Интернационале» и «Болоньи». Избежать слияния удалось нескольким столичным клубам, наиболее известным из которых является «Лацио», благодаря усилиям его вице-президента, генерала военной милиции Джорджио Ваккаро. Кроме того, можно упомянуть и «Трастевере (спортивная ассоциация)», в то время игравший в третьем региональном дивизионе, а позже ставший одной из футбольных колыбелей будущей легенды «Ромы» Франческо Тотти. Первый матч «Рома» сыграла на «Мотовелодромо Аппио» 17 июля 1927 года против вице-чемпиона Венгрии ФК «Уйпешт» и выиграла со счётом 2:1.
«Рома» дебютировала в чемпионате Италии в сезоне 1927/28. Свой первый официальный матч «джалоросси» провели 25 сентября 1927 года, соперником был «Ливорно», римляне добились победы со счётом 2:0. Заняв в своей подгруппе B 8-е место из 11-ти команд и не пробившись в финальный турнир, римская команда стала участником утешительного турнира — кубка КОНИ, где сначала выиграла свою подгруппу, а затем в финале в переигровке на нейтральном поле во Флоренции в дополнительное время одолела «Модену» — 2:1. В следующем сезоне 1928/29 «Рома» в подгруппе A разделила третью позицию с «Алессандрией», но по новой формуле турнира только победители подгрупп получали право играть в финале.
Зато этого с лихвой хватило для того, чтобы отобраться на следующий сезон в учреждённую Серию А, объединённый чемпионат без разделения на подгруппы. Таким образом, начиная с момента образования, «Рома» стала регулярным участником главного итальянского футбольного турнира, пропустив только один сезон за более чем 90 лет его существования. Уже в следующем сезоне 1930/31 «джалоросси» финишировали на втором месте, пропустив вперёд лишь «Ювентус», и впервые квалифицировались в международный турнир — Кубок Митропы. Уже тогда «Рома» показывала искромётный футбол, забив в 34 матчах 87 голов — казалось, «вечный» абсолютный рекорд клуба, побитый лишь в сезоне 2016/17 (но уже в 38 играх). Лучшими игроками этого периода в «Роме» были капитан Аттилио Феррарис, а также Гвидо Мазетти, Фульвио Бернардини и Родольфо Волк (первый игрок клуба, ставший лучшим бомбардиром Серии А в 1931-м году с 29 забитыми мячами).

### Первое чемпионство и послевоенные неудачи

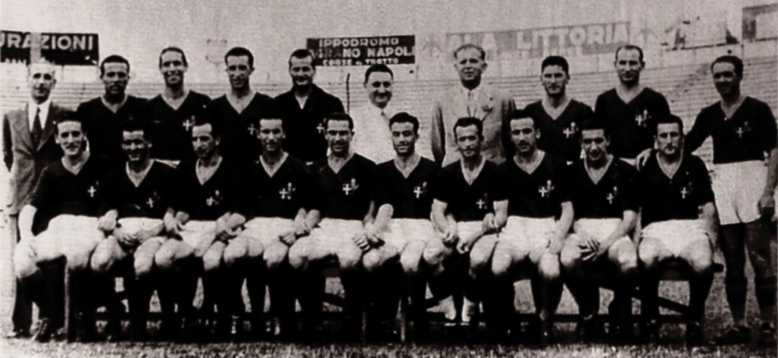
Команда в год завоевания первого скудетто (1942)

Под руководством Луиджи Барбезино, римский клуб был близок к своему первому титулу в сезоне 1935/36, отстав всего на одно очко от «Болоньи». Победы же в Серии А «Рома» добилась в сезоне 1941/42 под руководством Альфреда Шеффера. Лучшим бомбардиром команды стал местный воспитанник Амадео Амадеи.
В послевоенные годы «Рома» опустилась в нижнюю часть турнирной таблицы и в конце концов вылетела из Серии А в сезоне 1950/51. В следующем сезоне римляне под руководством Джузеппе Виани занимают первое место в Серии В и возвращаются в Серию А. Сезон 1951/52 остаётся единственным, который «Рома» провела в Серии В.
После возвращения в Серию А «Рома» закрепилась в верхней части таблицы, ведомая такими игроками, как Эджисто Пандольфини, Дино Да Коста и датчанин Хельге Броне. Самым успешным стал сезон 1954/55, в котором «джалоросси» под руководством англичанина Джесса Карвера заняли третье место, пропустив вперёд «Милан» и «Удинезе». В сезоне 1960/61 «Рома» выиграла свой первый еврокубок — Кубок ярмарок (предшественник Кубка УЕФА), обыграв в финале «Бирмингем Сити» со счётом 4:2. Через несколько лет «Рома» выиграла свой первый Кубок Италии в сезоне 1963/64, переиграв в финале «Торино» 1:0.
Во время сезона 1964/65 тренер Хуан Карлос Лоренсо заявил, что клуб не в состоянии платить своим игрокам и вряд ли сможет позволить себе отправиться на следующую игру в Виченцу. Болельщики поддержали клуб, собирая пожертвования в пользу клуба. Банкротства удалось избежать с избранием нового президента клуба Франко Эванджелисти.
В сезоне 1968/69 был выигран второй Кубок Италии, а на следующий год и третий. Джакомо Лози установил в 1969 году клубный рекорд по количеству выступлений во всех соревнованиях — 450 матчей, этот рекорд продержится 38 лет, пока в 2007 году его не побьёт Франческо Тотти.

### Второе чемпионство, 90-е годы
Начало новой успешной страницы в истории «Ромы» ознаменовала победой в Кубке Италии 1979/80, где в финале по пенальти был обыгран «Торино». В сезоне 1980/81 «джалоросси» останавливаются в шаге от первого места, пропустив вперёд «Ювентус», на следующий год команда занимает третье место позади «Ювентуса» и «Фиорентины». Тренером в то время был бывший игрок «Милана» Нильс Лидхольм, под руководством которого играли такие мастера как Бруно Конти, Агостино Ди Бартоломеи, Роберто Пруццо, Карло Анчелотти и Фалькао.
На следующий год в сезоне 1982/83 «Рома» выигрывает титул в первый раз за 41 год. Следующий сезон «Рома» завершила на втором месте и выиграла Кубок Италии. Кроме того, команда дошла до финала Кубка чемпионов. Финал с «Ливерпулем», который проходил на стадионе «волков», закончился вничью 1:1 (у «Ромы» отличился Пруццо), но в серии пенальти точнее оказались англичане. Успехи «Ромы» 1980-х годов закончились занятым вторым местом в чемпионате в сезоне 1985/86 и победой в Кубке Италии в том же сезоне, где в финале была обыграна «Сампдория» — 3:2.
После этого началось сравнительное снижение результатов в лиге, одним из немногих успехов было третье место в сезоне 1987/88. В 1991 году «Рома» дошла до финала Кубка УЕФА, где проиграла в «итальянском» финале «Интернационале» — 2:1. В том же сезоне клуб выиграл свой седьмой Кубок Италии и уступил «Сампдории» в Суперкубке. В 1993 году владельцем клуба становится Франко Сенси. До конца десятилетия «Рома» не имела высоких достижений, лучшим результатом было четвёртое место в сезоне 1997/98. В начале 1990-х в команде появился доморощенный нападающий Франческо Тотти, ставший знаковой фигурой для клуба.

### Новое тысячелетие

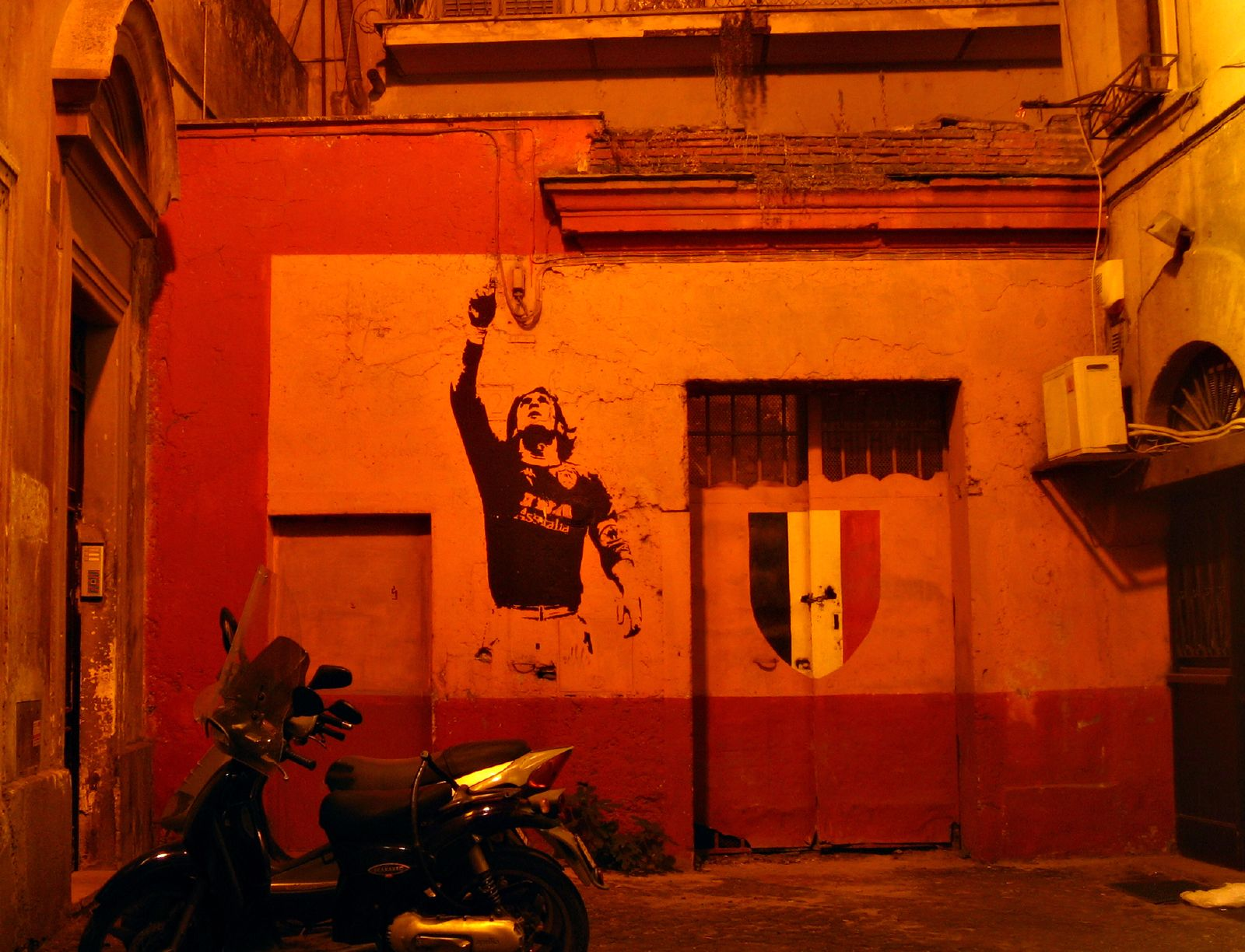
Картина на стене дома по случаю завоевания «Ромой» скудетто

«Рома» вернула утраченные позиции в 2000-х, начав десятилетие с выигрыша своего третьего скудетто в сезоне 2000/01 под руководством Фабио Капелло. Судьба чемпионата была решена лишь в последнем туре — 17 июня 2001 года победив «Парму» 3:1, «Рома» опередила «Ювентус» на 2 очка. Капитан команды Франческо Тотти стал одним из главных героев в истории клуба, побив несколько рекордов. Другие важные игроки этого периода — Алдаир, Кафу, Габриэль Батистута и Винченцо Монтелла.

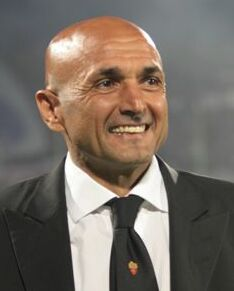
Лучано Спаллетти тренер «Ромы» с 2005 по 2009 и с 2016 по 2017

«Джалоросси» пытались защитить титул в следующем сезоне, но закончили его на втором месте, уступив «Ювентусу» лишь одно очко. После этого «Рома» в течение 2000-х не раз останавливалась в шаге от трофеев. Она проиграла «Милану» 6:3 в финале Кубка Италии 2002/03 и уступила «Милану» в чемпионате, снова заняв второе место, в сезоне 2003/04.
С переходом Капелло в «Ювентус» в стане «джалоросси» началась настоящая чехарда с участием тренеров клуба. Чезаре Пранделли в начале сезона 2004/05 покинул «Рому» по семейным обстоятельствам. Руководство клуба в экстренном порядке назначило немецкого специалиста Руди Фёллера, успевшего поиграть за «джалоросси» в бытность футболистом. Правда, и ему не удалось задержаться надолго — уже через месяц он был уволен. Вскоре «Рома» объявила о приглашении на пост главного тренера Луиджи Дельнери, ставшего уже третьим приглашённым тренером за год, однако Дельнери не продержался у руля команды и полгода. Четвёртым специалистом был назначен Бруно Конти, посвятивший римскому клубу многие годы — после завершения игровой карьеры Конти был назначен тренером молодёжных команд «Ромы». При Конти «Рома» вновь смогла дойти до финала Кубка Италии, где уже в финале уступила «Интеру».
В следующем сезоне новый тренер римлян Лучано Спаллетти привёл команду к пятому месту, которое вскоре, после коррупционного скандала в итальянском футболе в 2006 году преобразовалось во второе место в сезоне 2005/06, позволив на следующий год участвовать в Лиге чемпионов (откуда команда вылетела в ¼ финала, проиграв «Манчестер Юнайтед», разгромившему «Рому» на «Олд Траффорд» со счётом 7:1). В том же сезоне в финале Кубка Италии клуб проиграл «Интернационале». В следующие несколько сезонов «джалоросси» упрочили свои позиции в лидирующей части турнирной таблицы серии А, дважды выиграли Кубок Италии, а сам Спаллетти был признан лучшим тренером страны. Несмотря на весьма скромное количество трофеев, это десятилетие безусловно является лучшим в истории римлян, наряду с 1980-ми, во времена тренерства Лидхольма. В 2008 году после смерти Франко Сенси президентом «Ромы» становится его дочь Розелла Сенси.
На четвёртый год своего пребывания в «Роме» Спаллетти провалил начало сезона и был уволен. Спасать положение римского клуба был вызван экс-наставник «Ювентуса» и в прошлом воспитанник «волков» Клаудио Раньери. Он вернул команду в зону еврокубков, а в конце сезона и вовсе едва не опередил «Интер», который в итоге и стал обладателем скудетто («Рома» тогда заняла второе место). К тому же Раньери смог довести команду до финала Кубка Италии, где также проиграла «Интеру». Клуб продлил контракт с Раньери до 2013 года. 8 июля 2010 года Розелла Сенси в связи финансовым положением решает продать клуб за 325 млн евро. В числе покупателей, в основном числятся три стороны: 1) Американские бизнесмены. 2) Арабские шейхи. 3) Имя же третьего возможного покупателя не разглашается в связи с пожеланием самого покупателя. (По некоторым данным это были бизнесмены из самой Италии)

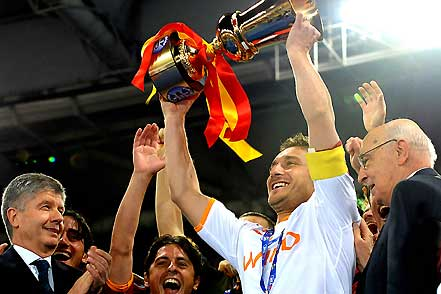
Легендарный капитан команды Франческо Тотти с Кубком Италии. 2008 год

В 2011 году Розелла Сенси подаёт в отставку и команду покупают американские акционеры во главе с Томасом Ди Бенедетто который и становится новым президентом. Новый владелец оплачивает долги команды и выделяет деньги на инфраструктуру и трансферы команды. Раньери был уволен в конце февраля 2011 года, когда «Рома» упустила победу в гостевом поединке против «Дженоа», ведя по ходу матча 3:0, а до этого ещё проиграла домашний матч Лиги чемпионов с «Шахтёром», лишив всякой возможности выйти «волкам» в четвертьфинал турнира. До конца года тренером «Ромы» становится Винченцо Монтелла — один из лучших бомбардиров клуба за всю его историю, однако с ним команда занимает лишь шестое место в чемпионате, и по окончании сезона Монтелла уходит в «Катанию».
По окончании сезона новым тренером становится Луис Энрике. Команда делает ставку на молодых игроков (Ламелу, Освальдо, Борини и др.) и продаёт ветеранов команды (Менеза, Риисе и Вучинича), а не желавшие уйти редко попадают в состав. При Луисе Энрике команда занимает катастрофическое для последних лет 7 место и не попадает в еврокубки. Команда проигрывает в Лиге Европы словацкому «Словану» ещё на стадии квалификации. Сезон оканчивается для команды полным провалом.
После неудачных выступлений команды испанского тренера увольняют и новым тренером становится Зденек Земан, ранее руководивший командой в 1997-99 годах. Команда удерживает свой курс воспитания молодых игроков. Руководство объявляет о постройке нового стадиона. В связи с занятостью нового президента и не возможностью прямого слежения за делами клуба, новым президентом назначается другой хозяин клуба Джеймс Паллотта.
Земан налаживает игру в атаке, забывая об обороне. «Рома» показывает абсолютно безбашенный футбол, с обилием голов как в ворота соперника так и в свои ворота. Команда становится самой забивной в Италии и одной из таковых в Европе. После 22 тура «Рома» падает на 8-е место. Решается вопрос об отставке Земана, но руководство решает дать тренеру последний шанс. В 23-туре «Рома» терпит очередное поражение на своём поле от «Кальяри», пропустив при этом четыре мяча и руководство расторгает контракт с Земаном. Новым тренером до конца сезона становится Аурелио Андреацолли, ранее работавший помощником главных тренеров с 2005 года. C Андреацолли «Роме» удаётся занять шестое место в чемпионате (вновь не попав в зону еврокубков), а также дойти до финала Кубка Италии, где в драматичном финале «джалоросси» проигрывают своим извечным врагам в лице «Лацио». Андреацолли после окончания сезона остаётся в клубе, но уже в качестве помощника нового тренера.
12 июня 2013 года руководство «Ромы» объявило о том, что новым главным тренером римского клуба станет Руди Гарсия. В команду приходят Адем Ляич, Жервиньо, Кевин Стротман и Мехди Бенатия. Новый тренер заявляет, что цель «Ромы» — финишировать в пятёрке. Впрочем сезон для команды начался крайне удачно — в первых 10 турах римляне одержали 10 побед и тем самым установили рекорд первенства по количеству побед на старте сезона, однако начиная с 13 тура клуб опустился на второе место и на нём закончил сезон. Летом 2014 года «Рома» укрепилась, подписав контракты с Эшли Коулом и Сейду Кейта, а также оформив трансферы Хуана Итурбе и Костаса Маноласа и выкупила у «Кальяри» права на Раджу Наингголана, всего в летнее межсезонье потратив на трансферы 60 млн евро. Подойдя к зимнему перерыву вновь на 2 месте в чемпионате Италии, «Рома» не смогла выйти в плей-офф Лиги чемпионов и совершила ряд трансферов, обновив свою линию нападения, купив Сейду Думбия у ЦСКА и взяла Виктора Ибарбо в аренду из «Кальяри», расставшись с Маттиа Дестро (аренда в «Милан») и Марко Боррьелло (трансфер в «Дженоа»). Однако ни Думбия, ни Ибарбо не смогли закрепиться в основе, и по окончании сезона отправились по арендам, а команда так и закончила сезон на втором месте.
28 мая 2017 года Франческо Тотти провёл свой последний матч в футболке «Ромы» и был введён в зал славы клуба.
30 мая 2017 года пресс-служба римского клуб сообщила о прекращении сотрудничества с главным тренером команды Лучано Спаллетти, под руководством которого в сезоне 2016/17 «Рома» заняла в чемпионате Италии второе место.
12 июня 2017 года пресс-служба римского клуба сообщила о назначении на пост главного тренера бывшего наставника «Сассуоло» Эусебио Ди Франческо. Перед сезоном 2017/18 под патронажем назначенного в апреле 2017 года нового спортивного директора клуба Мончи, ставшего известным благодаря успешной работе в родной «Севилье» клуб провёл большую трансферную кампанию. Несмотря на потерю ключевых игроков прошлого сезона Мохаммеда Салаха (трансфер в «Ливерпуль»), Антонио Рюдигера (трансфер в «Челси») и Войцеха Щенсны (окончание аренды), «Роме» удалось подписать Александара Коларова, Рика Карсдорпа, Патрика Шика (ставший рекордным трансфером для клуба после покупки Батистуты в 2000 году), а также из «Сассуоло» вслед за тренером пришли в клуб бывший воспитанник «волков» Лоренцо Пеллегрини и Грегуар Дефрель. Сезон 2017/18 стал знаковым для команды. В чемпионате Италии «Рома» заняла третье место, а в Кубке страны вылетела уже в 1/8 финала от «Торино». Однако в Лиге чемпионов «Рома» выступила крайне удачно. Попав в одну группу с «Челси», «Атлетико Мадрид» и «Карабахом», римский клуб вышел в плей-офф турнира, заняв первое место в сложной группе. Важным противостоянием в той группе стала очная встреча с «Челси», где «джалоросси» смогли сыграть вничью с чемпионом Англии на «Стэмфорд Бридж» (3:3), а уже в ответном матче на «Стадио Олимпико» разгромить англичан со счётом 3:0. В 1/8 финала «Рома» смогла пройти донецкий «Шахтёр» по правилу выездного гола, проиграв «горнякам» в гостях (1:2) они смогли их обыграть с минимальным счётом (1:0) и выйти в следующий этап. В 1/4 финала «Роме» досталась испанская «Барселона». В первом матче на «Камп Ноу» каталонцы разгромили волков со счётом 4:1 (причём голами в свои ворота отличились Де Росси и Манолас, а автором единственного гола «волков» стал Эдин Джеко). Однако в ответной встрече на «Стадио Олимпико» смогли одержать сенсационную победу над соперником, разгромив его со счётом 3:0 (тогда голами отличились Джеко, Де Росси и Манолас), и впервые за 34 года пройти в полуфинал главного еврокубка. В 1/2 финала «Рома» по итогам двух встреч минимально уступает «Ливерпулю», проиграв первый матч на «Энфилде» со счётом 2:5, римлянам удаётся в ответной встрече на «Олимпико» одолеть соперника со счётом 4:2.
В мае 2022 года «Рома» впервые с 1961 года выиграла еврокубок, став победителем дебютного розыгрыша Лиги конференций.

## Достижения

### Национальные
- Чемпионат Италии (Серия A)
  - Чемпион (3): 1941/42; 1982/83; 2000/01
  - Вице-чемпион (14): 1930/31; 1935/36; 1980/81; 1983/84; 1985/86; 2001/02; 2003/04; 2005/06; 2006/07; 2007/08; 2009/10; 2013/14; 2014/15; 2016/17
- Кубок Италии
  - Обладатель (9): 1963/64, 1968/69, 1979/80, 1980/81, 1983/84, 1985/86, 1990/91, 2006/07, 2007/08
  - Финалист (8): 1936/37, 1940/41, 1992/93, 2002/03, 2004/05, 2005/06, 2009/10, 2012/13
- Суперкубок Италии
  - Обладатель (2): 2001, 2007
- Серия B
  - Победитель: 1951/52

### Международные
- Кубок европейских чемпионов
  - Финалист: 1983/84
- Кубок УЕФА / Лига Европы УЕФА
  - Финалист (2): 1990/91, 2022/23
- Лига конференций УЕФА
  - Победитель: 2021/22
- Кубок ярмарок
  - Обладатель: 1960/61
- Англо-итальянский кубок
  - Обладатель: 1972
- Малый Кубок мира
  - Финалист: 1953

### Юношеские соревнования
- Молодёжный чемпионат Италии по футболу
  - Победители (8): 1972/73, 1973/74, 1977/78, 1983/84, 1989/90, 2004/05, 2010/11, 2015/16
- Молодёжный Кубок Италии по футболу
  - Обладатель (6): 1973/74, 1974/75, 1993/94, 2011/12, 2016/17, 2022/23
- Молодёжный Суперкубок Италии по футболу
  - Обладатель (3): 2012, 2016, 2023
- Кубок Виареджо по футболу
  - Обладатель (3): 1981, 1983, 1991
- Молодёжный кубок ФИФА по футболу
  - Обладатель (2): 1980, 2003
- Национальный чемпионат Студенты по футболу
  - Чемпион (9): 1980/81, 1982/83, 1992/93, 1998/99, 2009/10, 2014/15, 2017/18, 2020/21, 2022/23
- Национальный Юниорский чемпионат по футболу
  - Чемпион (6): 1986/87, 1995/96, 1998/99, 2006/07, 2013/14, 2018/19

## Стадионы
- 1927—1929 — «Мотовелодромо Аппио»
- 1929—1941 — «Кампо Тестаччо»

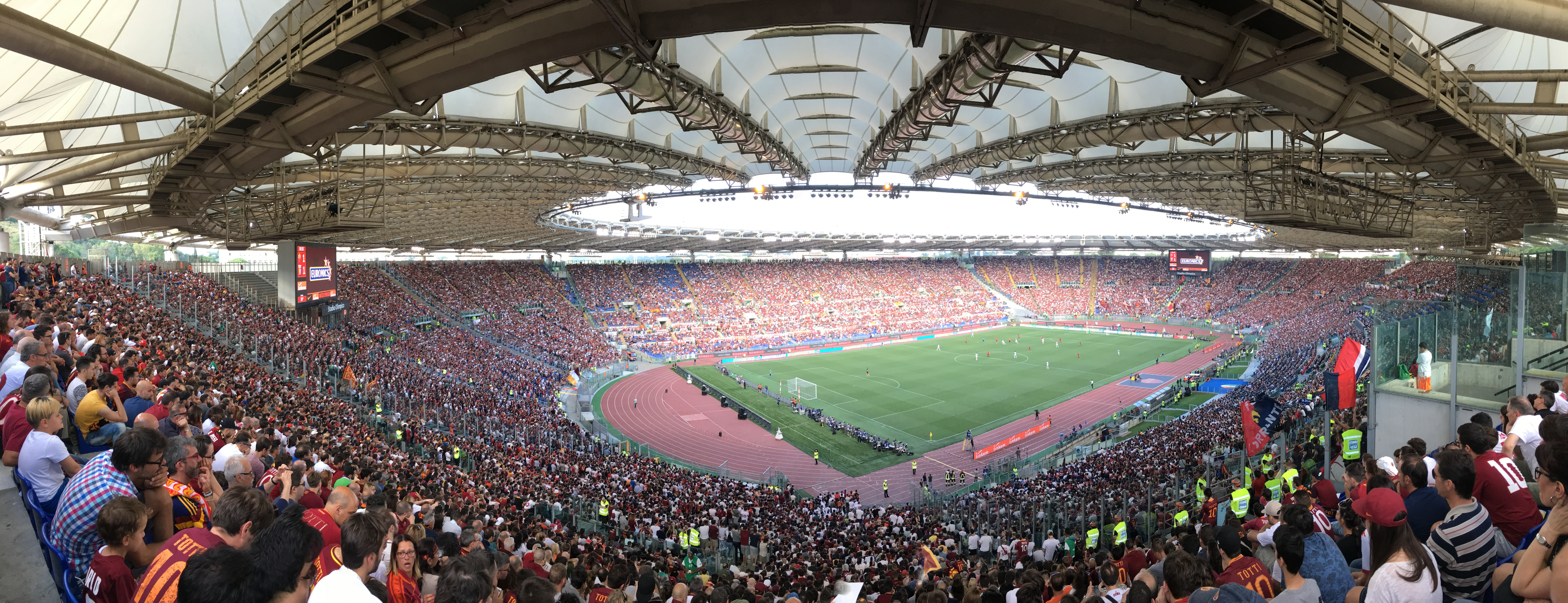
«Стадио Олимпико» перед матчем

- 1941—1953 — Стадион Национальной Фашистской Партии
- 1953—1989 — «Стадио Олимпико»
- 1989 — «Стадио Фламинио» (в связи с ремонтными работами на Олимпийском стадионе по причине мирового футбольного чемпионата 1990 года)
- 1990—н. в. — снова «Стадио Олимпико»
- В 2012 году президент клуба Джеймс Паллотта объявил о строительстве нового стадиона «Стадио делла Рома» на территории бывшего ипподрома «Тор де Валле» в одноимённом районе Рима. Арену вместимостью 60 000 зрителей планировалось открыть в 2016 году, однако из-за многочисленных проблем с согласованием о строительстве с властями города, проект так и не был реализован, а в феврале 2021 года новый президент клуба Дэн Фридкин объявил об отмене проекта строительства нового стадиона.

## Цвета, символы, фанаты

### Цвета
Командные цвета «Ромы» золотисто-жёлтый и пурпурно-красный (кроваво-красный), также это официальные цвета города Рима. На протяжении всей истории клуба форма претерпела ряд изменений. Иногда на форме был более светлый красный (1960—1963, 2009—2012), или более блестящий жёлтый (1983—1984, 1992). Изначально трусы были белыми, но белый цвет был заменён чёрным в 1951 году, и изначальный цвет вернулся лишь в 1998 году. Изначально гетры были чёрные, но они были заменены на красный цвет с жёлтой полоской. Такие гетры использовались с 1951 года, кроме 1954 и 1998—2012 годов.

### Символы
Нынешний логотип это видоизменённый первый логотип «Ромы». В 1978 году был создан новый логотип, чтобы создать бренд, который будет связан с продуктами клуба. На гербе изображена волчица с красным глазом. Герб был официальным с 1978 по 1997, затем был заменён на видоизменённый первый логотип «Ромы». Он был официальный с 1997 по 2013 год. На нём изображена волчица, кормящая двух младенцев, по легенде эти младенцы — основатели Рима, Ромул и Рем. В 2007 году, на 80-летие клуба был создан праздничный герб. На нём изображено сердце, а в нём написано «AS Roma, 1927—2007». В 2013 году президент клуба Джеймс Паллотта представил новый логотип клуба. Он отличается исчезновением вензеля «ASR», который был заменён на надпись «Roma». Образ волчицы и близнецов сменил цвет с чёрного на серебристый. В 2021 году новый президент клуба Дэн Фридкин сообщил о том, что старый логотип клуба 1997 года будет возвращён на некоторые комплекты новой формы команды. В 2025 году, был представлен новый логотип клуба, ранее бывший в обращении с 1950 по 1977 год (с перерывами).

#### Талисман
Талисманом клуба является волк, с нашивкой на футболке цифр «753», которые символизируют год основания Рима.

### Фанаты

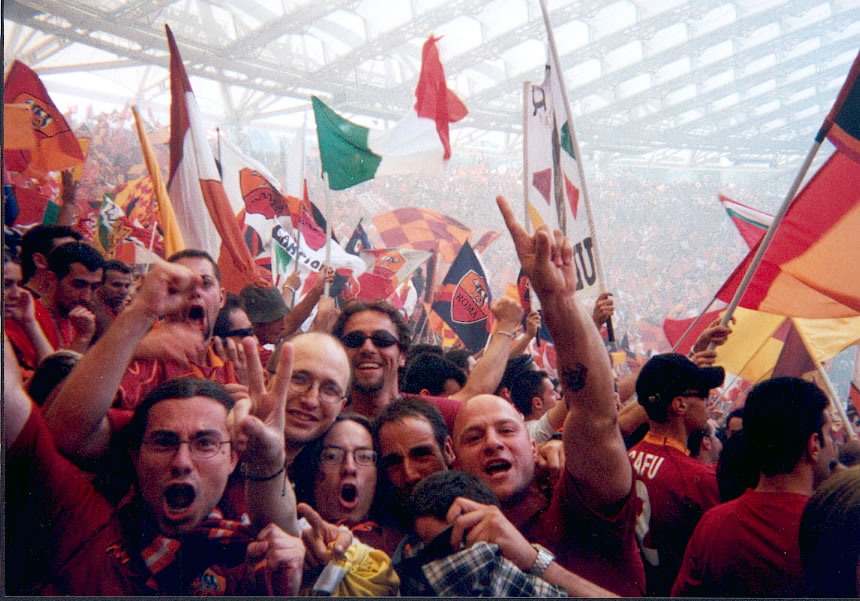
Болельщики «Ромы» в Саут-Бенде празднуют завоевание третье скудетто.

Рома входит в число наиболее популярных среди болельщиков футбольных клубов Италии. Согласно опросу, проведённому Demos & Pi в сентябре 2012 года и опубликованной в газете La Repubblica, за «Рому» болеет 7,3 % итальянских болельщиков. Большинство болельщиков живут в центре Италии. Самая известная фанатская группировка «Ромы» — «Curva Sud». До 1987 года она была одна из самых сильных футбольных группировок болельщиков. В 1999 году членов группировки «Curva Sud» становиться меньше. Её вытесняет другая группировка «Roma Ultras».

#### Соперничество
Главным и непримиримым соперником «Ромы» является «Лацио», с которым они делят Олимпийский стадион. Их матчи именуются «Римским дерби» или Derby della Capitale. Матчи между ними являются одним из самых горячих и эмоциональных футбольных противостояний в мире. Во время матчей на стадионе и за его пределами нередко происходят вспышки насилия. Самый известный пример — смерть фаната «Лацио» Винченцо Папарелли в сезоне 1979/80 в результате выстрела из ракетницы со стороны фанатов «Ромы» из группировки Curva Sud, а также отмена игры 21 марта 2004 года, когда необоснованные слухи о смерти одного из болельщиков жёлто-красных на трибуне, привели к беспорядкам за пределами стадиона.
Также известно противостояние с «Наполи», известное под названием «Солнечное дерби» (Derby del Sole). Два города находятся в непосредственной близости друг от друга, а клубы являются наиболее успешными в Центральной и Южной Италии (однако до начала 1980-х годов болельщики «Ромы» и «Наполи» считались побратимами). Также есть разногласия с командами «Катания» (после победы «Ромы» над сицилийским клубом со счётом 7:0) и «Сиена» (между «джаллоросси» и «бьянчонерри» появилась вражда, после двух отменённых игр, когда болельщики клубов выбрасывали на поле дымовые шашки, некоторые футболисты получили ранения).
Болельщики «Ромы» поддерживают дружеские связи ультрас клубов: «Удинезе», «Палермо», «Реджина», «Самбенедеттезе». Из иностранных ультрас, есть дружба с фанатами клубов: «Атлетико Мадрид», «Бенфика» («Diabos Vermelhos», «Gruppo Manks»), «Панатинаикос», «Шемрок Роверс» («SRFC Ultras»), «Динамо (Загреб)» («Bad Blue Boys»).

## Гимн клуба
Официальный гимн, слова Антонело Вендети и Серджо Бардотти, музыка Антонелло Вендетти и Гьямпейро Скаламонга, более известный под сценическим именем «гэпы и гэпы» доступен в видеоформате на YouTube.

## Основной состав
| 32 | Флаг Колумбии     | Вр  | Девис Васкес                                  | 1998 |  |  |  |  |  |
| 95 | Флаг Италии       | Вр  | Пьерлуиджи Голлини                            | 1995 |  |  |  |  |  |
| 99 | Флаг Сербии       | Вр  | Миле Свилар                                   | 1999 |  |  |  |  |  |
|    |                   |     |                                               |      |  |  |  |  |  |
| 2  | Флаг Нидерландов  | Защ | Девайн Ренч                                   | 2003 |  |  |  |  |  |
| 3  | Флаг Испании      | Защ | Анхелиньо                                     | 1997 |  |  |  |  |  |
| 5  | Флаг Кот-д’Ивуара | Защ | Эван Ндика                                    | 1999 |  |  |  |  |  |
| 19 | Флаг Турции       | Защ | Зеки Челик                                    | 1997 |  |  |  |  |  |
| 22 | Флаг Испании      | Защ | Марио Эрмосо                                  | 1995 |  |  |  |  |  |
| 23 | Флаг Италии       | Защ | Джанлука Манчини (вице-капитан)               | 1996 |  |  |  |  |  |
| 24 | Флаг Албании      | Защ | Мараш Кумбулла                                | 2000 |  |  |  |  |  |
| 34 | Флаг Нидерландов  | Защ | Аннас Салах-Эддин                             | 2002 |  |  |  |  |  |
| 66 | Флаг Испании      | Защ | Буба Сангаре                                  | 2007 |  |  |  |  |  |
| 87 | Флаг Италии       | Защ | Гиларди, Даниеле (в аренде из «Эллас Вероны») | 2003 |  |  |  |  |  |
|    |                   |     |                                               |      |  |  |  |  |  |

| 4  | Флаг Италии    | ПЗ  | Брайан Кристанте (вице-капитан)        | 1995 |  |  |  |  |  |
| 7  | Флаг Италии    | ПЗ  | Лоренцо Пеллегрини (капитан)           | 1996 |  |  |  |  |  |
| 8  | Флаг Марокко   | ПЗ  | Нейл Эль-Айнауи                        | 2001 |  |  |  |  |  |
| 17 | Флаг Франции   | ПЗ  | Ману Коне                              | 2001 |  |  |  |  |  |
| 35 | Флаг Италии    | ПЗ  | Томмазо Бальданци                      | 2003 |  |  |  |  |  |
| 55 | Флаг Гамбии    | ПЗ  | Эбрима Дарбо                           | 2001 |  |  |  |  |  |
| 61 | Флаг Италии    | ПЗ  | Николо Пизилли                         | 2004 |  |  |  |  |  |
|    |                |     |                                        |      |  |  |  |  |  |
| 9  | Флаг Украины   | Нап | Артём Довбик                           | 1997 |  |  |  |  |  |
| 11 | Флаг Ирландии  | Нап | Эван Фергюсон (в аренде из «Брайтона») | 2004 |  |  |  |  |  |
| 18 | Флаг Аргентины | Нап | Матиас Суле                            | 2003 |  |  |  |  |  |
| 21 | Флаг Аргентины | Нап | Пауло Дибала                           | 1993 |  |  |  |  |  |
| 44 | Флаг Италии    | Нап | Луиджи Керубини                        | 2004 |  |  |  |  |  |
| 92 | Флаг Италии    | Нап | Стефан Эль-Шаарави                     | 1992 |  |  |  |  |  |

## Тренерский и медицинский штаб
| Должность                    | Имя                  |
| ---------------------------- | -------------------- |
| Главный тренер               |                      |
| Ассистент главного тренера   |                      |
| Технический помощник         |                      |
| Спортивный директор          | Флоран Гисольфи      |
| Тренер вратарей              | Симоне Фарелли       |
| Видеоаналитик                | Симоне Беккачоли     |
| Начальник медицинского штаба |                      |
| Тренер по фитнесу            | Эд Липпи             |
| Тренер по физподготовке      | Лука Франчески       |
| Тренер по физподготовке      | Манрико Феррари      |
| Клубный врач                 | Рикардо Дель Весково |
| Остеопат                     | Вальтер Мартинелли   |

## Количество сезонов по дивизионам
| Дивизион | Количество сезонов | Дебют     | Последний сезон |
| -------- | ------------------ | --------- | --------------- |
| A        | 94                 | 1927—1928 | 2024/2025       |
| B        | 1                  | 1951/1952 | 1951/1952       |

## Рекорды

### По количеству матчей за клуб
- Это список игроков с наибольшим количеством матчей в истории клуба.

| № | Имя               | Период    | Матчи |
| - | ----------------- | --------- | ----- |
| 1 | Франческо Тотти   | 1992—2017 | 786   |
| 2 | Даниэле Де Росси  | 2001—2019 | 616   |
| 3 | Джакомо Лози      | 1954—1969 | 455   |
| 4 | Джузеппе Джаннини | 1981—1996 | 437   |
| 5 | Алдаир            | 1990—2003 | 436   |

### По количеству голов за клуб
- Это список игроков с наибольшим количеством голов в истории клуба.

| № | Имя             | Период              | Голы |
| - | --------------- | ------------------- | ---- |
| 1 | Франческо Тотти | 1992—2017           | 307  |
| 2 | Роберто Пруццо  | 1978—1988           | 138  |
| 3 | Эдин Джеко      | 2015—2021           | 119  |
| 4 | Амадео Амадеи   | 1936—1938 1939—1948 | 111  |
| 5 | Родольфо Волк   | 1928—1933           | 106  |

## Игроки

### Закреплённые номера
№ 6 —  Алдаир (номер был закреплён с 2003 по 2013 год)

### Зал славы
7 октября 2012 официально был представлен зал славы клуба «Рома».
| - Аттилио Феррарис IV (1927—1934, 1938—1939) - Фульвио Бернардини (1928—1939) - Гвидо Мазетти (1930—1943) - Амадеи Амадео (1936—1938, 1939—1948) - Аркадио Вентури (1948—1957) - Джакомо Лози (1954—1969) - Джанкарло Де Систи (1960—1965, 1974—1979) - Серджо Сантарини (1968—1980) - Франческо Рокка (1972—1981) - Агостино Ди Бартоломей (1972—1975, 1976—1984) | - Бруно Конти (1973—1975, 1976—1978, 1979—1991) - Франко Танкреди (1977—1990) - Роберто Пруццо (1978—1988) - Карло Анчелотти (1979—1987) - Себастьяно Нела (1981—1992) - Джузеппе Джаннини (1981—1996) - Франческо Тотти (1992—2017) - Марко Дельвеккьо (1995—2005) - Дамиано Томмази (1996—2006) - Винченцо Монтелла (1999—2009) | - Альсидес Гиджа (1953—1961) - Фалькао, Пауло Роберто (1980—1985) - Тониньо Серезо (1983—1986) - Алдаир (1990—2003) - Кафу (1997—2003) - Руди Фёллер (1987—1992) - Венсан Кандела (1997—2005) - Габриэль Батистута (2000—2003) |

### Капитаны
| - Аттилио Феррарис IV (1927—1934) - Фульвио Бернардини (1934—1939) - Гвидо Мазетти (1939—1943) - Амадео Амадеи (1943—1948) - Серджо Андреолли (1948—1950) - Армандо Тре Ре (1950—1953) - Аркадио Вентури (1953—1957) - Альсидес Гиджа (1957—1958) - Эджидио Гуарначчи (1958—1959) - Джакомо Лози (1959—1968) - Хоакин Пейро (1968—1970) - Луис Дель Соль (1970—1972) - Франко Кордова (1972—1976) | - Серджо Сантарини (1976—1980) - Агостино Ди Бартоломей (1980—1984) - Бруно Конти (1984—1985) - Карло Анчелотти (1985—1987) - Джузеппе Джаннини (1987—1996) - Амедео Карбони (1996—1997) - Абель Бальбо (1997—1998) - Алдаир (1998—1999) - Франческо Тотти (1999—2017) - Даниэле Де Росси (2017—2019) - Алессандро Флоренци (2019—2020) - Эдин Джеко (2020—2021) - Лоренцо Пеллегрини (2021—н. в.) |

### Победители крупных международных соревнований

#### Чемпионы мира
| - Аттилио Феррарис IV (1934) - Энрике Гуайта (1934) - Гвидо Мазетти (1934,1938) - Альдо Донати (1938) - Эральдо Мондзельо (1938) - Пьетро Серантони (1938) - Бруно Конти (1982) - Томас Бертольд (1990) | - Руди Фёллер (1990) - Алдаир (1994) - Венсан Кандела (1998) - Кафу (2002) - Даниэле Де Росси (2006) - Симоне Перротта (2006) - Франческо Тотти (2006) - Пауло Дибала (2022) |

#### Чемпионы Европы
- Венсан Кандела (2000)
- Траянос Деллас (2004)
- Леонардо Спинаццола (2020)
- Бриан Кристанте (2020)

### Лучшие иностранные игроки
В июне 2020 года на официальном сайте клуба был опубликован опрос, который предлагал выбрать 30 лучших неитальянских игроков в истории «Ромы». В опросе участвовало более 250 тысяч болельщиков команды
| Номер | Игрок               | Год начала | Год окончания | Статистика | Статистика |
| Номер | Игрок               | Год начала | Год окончания | Игры       | Голы       |
| ----- | ------------------- | ---------- | ------------- | ---------- | ---------- |
| 1     | Фалькао             | 1980       | 1985          | 152        | 27         |
| 2     | Габриэль Батистута  | 2000       | 2003          | 87         | 33         |
| 3     | Алдаир              | 1990       | 2003          | 436        | 20         |
| 4     | Кафу                | 1997       | 2003          | 218        | 8          |
| 5     | Тониньо Серезо      | 1983       | 1986          | 104        | 25         |
| 6     | Руди Фёллер         | 1987       | 1992          | 198        | 68         |
| 7     | Вальтер Самуэль     | 2000       | 2004          | 173        | 13         |
| 8     | Венсан Кандела      | 1997       | 2005          | 280        | 16         |
| 9     | Раджа Наингголан    | 2014       | 2018          | 203        | 33         |
| 10    | Давид Писарро       | 2006       | 2012          | 209        | 16         |
| 11    | Родриго Таддеи      | 2005       | 2014          | 296        | 30         |
| 12    | Абель Бальбо        | 1993       | 2002          | 182        | 87         |
| 13    | Кевин Стротман      | 2013       | 2018          | 131        | 13         |
| 14    | Мохаммед Салах      | 2015       | 2017          | 83         | 34         |
| 15    | Жуан                | 2007       | 2012          | 149        | 11         |
| 16    | Педро Манфредини    | 1959       | 1965          | 164        | 104        |
| 17    | Мирко Вучинич       | 2006       | 2011          | 202        | 64         |
| 18    | Филипп Мексес       | 2004       | 2011          | 267        | 15         |
| 19    | Хидэтоси Наката     | 2000       | 2001          | 40         | 6          |
| 20    | Алиссон Бекер       | 2016       | 2018          | 64         | 0          |
| 21    | Миралем Пьянич      | 2011       | 2016          | 185        | 30         |
| 22    | Дино да Коста       | 1955       | 1961          | 163        | 79         |
| 23    | Альсидес Гиджа      | 1953       | 1961          | 213        | 19         |
| 24    | Костас Манолас      | 2014       | 2019          | 206        | 8          |
| 25    | Эмерсон             | 2000       | 2004          | 145        | 21         |
| 26    | Энрике Гуайта       | 1933       | 1935          | 63         | 43         |
| 27    | Збигнев Бонек       | 1985       | 1988          | 92         | 23         |
| 28    | Томас Хесслер       | 1991       | 1994          | 188        | 14         |
| 29    | Мигель Анхель Панто | 1939       | 1947          | 155        | 48         |
| 30    | Херберт Прохазка    | 1982       | 1983          | 42         | 5          |

## Главные тренеры и президенты за всю историю клуба

### Список главных тренеров
| Имя                  | Национальность               | Период работы | Достижения |
| -------------------- | ---------------------------- | ------------- | --- |
| Уильям Гарбатт       | Англия                       | 1927—1929     | 3-е место Серия А |
| Гвидо Баккани        | Италия                       | 1929—1930     | |
| Фрэнсис Бёрджесс     | Англия                       | 1930—1932     | Вице-чемпион Серии А 3-е место Серия А                                                                                                 |
| Йонас Баар           | Австрия                      | 1932—1933     | |
| Лайош Ковач          | Венгрия                      | 1933—1934     | |
| Луиджи Барбезино     | Италия                       | 1934—1938     | Вице-чемпион Серии А Финалист Кубка Италии                                                                                             |
| Гвидо Ара            | Италия                       | 1938—1939     | |
| Альфред Шеффер       | Венгрия                      | 1939—1942     | Чемпион Серии А Финалист Кубка Италии                                                                                                  |
| Дьежа Кертетц        | Венгрия                      | 1942—1943     | |
| Гвидо Мазетти        | Италия                       | 1943—1945     | |
| Джованни Деньи       | Италия                       | 1945—1947     | |
| Имре Сенкеи          | Венгрия                      | 1947—1948     | |
| Луиджи Брунелла      | Италия                       | 1948—1949     | |
| Фульвио Бернардини   | Италия                       | 1949—1950     | |
| Адольфо Балончери    | Италия                       | 1950          | |
| Пьетро Серантони     | Италия                       | 1950          | |
| Гвидо Мазетти        | Италия                       | 1950—1951     | |
| Джузеппе Виани       | Италия                       | 1951—1953     | Чемпион Серии В Финалист Малого Кубок мира                                                                                             |
| Марио Варльен        | Италия                       | 1953—1954     | |
| Джесс Карвер         | Англия                       | 1954—1955     | Вице-чемпион Серия А |
| Дьёрдь Шароши        | Венгрия                      | 1955—1956     | |
| Гвидо Мазетти        | Италия                       | 1956—1958     | |
| Гуннар Нордаль       | Швеция                       | 1958—1959     | |
| Дьёрдь Шароши        | Венгрия                      | 1959—1960     | |
| Альфредо Фони        | Италия                       | 1960—1961     | Обладатель Кубка ярмарок |
| Луис Карнилья        | Аргентина                    | 1961—1962     | |
| Альфредо Фони        | Италия                       | 1962—1963     | |
| Наим Криезиу         | Албания                      | 1963          | |
| Луис Миро            | Испания                      | 1963—1965     | Обладатель Кубка Италии |
| Хуан Карлос Лоренсо  | Аргентина                    | 1965—1966     | |
| Оронцо Пульезе       | Италия                       | 1966—1968     | |
| Эленио Эррера        | Аргентина                    | 1968—1973     | Обладатель Кубка Италии Полуфиналист Кубка кубков Обладатель Англо-итальянского кубка                                                  |
| Манлио Скопиньо      | Италия                       | 1973—1974     | |
| Нильс Лидхольм       | Швеция                       | 1974—1978     | 3-е место Серия А |
| Густаво Джаньони     | Италия                       | 1978—1979     | |
| Ферруччо Валькареджи | Италия                       | 1979—1980     | |
| Нильс Лидхольм       | Швеция                       | 1980—1984     | Чемпион, Вице-чемпион (2), 3-е место Серия А Обладатель Кубка Италии (3) Финалист Лиги чемпионов                                       |
| Свен-Ёран Эрикссон   | Швеция                       | 1984—1986     | Вице-чемпион Серии А Обладатель Кубка Италии                                                                                           |
| Анджело Сормани      | Италия                       | 1987          | |
| Нильс Лидхольм       | Швеция                       | 1987—1989     | 3-е место Серия А |
| Лучано Спинози       | Италия                       | 1989          | |
| Луиджи Радиче        | Италия                       | 1989—1990     | |
| Оттавио Бьянки       | Италия                       | 1990—1992     | Обладатель Кубка Италии Финалист Суперкубка Италии Финалист Кубка УЕФА                                                                 |
| Вуядин Бошков        | Союзная республика Югославия | 1992—1993     | Финалист Кубка Италии |
| Карло Маццоне        | Италия                       | 1993—1996     | |
| Карлос Бьянки        | Аргентина                    | 1996—1997     | |
| Нильс Лидхольм       | Швеция                       | 1997          | |
| Эцьо Селла           | Италия                       | 1997          | |
| Зденек Земан         | Чехия                        | 1997—1999     | |
| Фабио Капелло        | Италия                       | 1999—2004     | Чемпион, Вице-чемпион (2) Серии А Финалист Кубка Италии Обладатель Суперкубка Италии                                                   |
| Чезаре Пранделли     | Италия                       | 2004          | |
| Руди Фёллер          | Германия                     | 2004          | |
| Луиджи Дельньери     | Италия                       | 2004—2005     | |
| Бруно Конти          | Италия                       | 2005          | Финалист Кубка Италии |
| Лучано Спаллетти     | Италия                       | 2005—2009     | Вице-чемпион (2) Серии А Обладатель Кубка Италии (2) Финалист Кубка Италии Обладатель Суперкубка Италии Финалист Суперкубка Италии (2) |
| Клаудио Раньери      | Италия                       | 2009—2011     | Вице-чемпион Серии А Финалист Кубка Италии Финалист Суперкубка Италии                                                                  |
| Винченцо Монтелла    | Италия                       | 2011          | |
| Луис Энрике          | Испания                      | 2011—2012     | |
| Зденек Земан         | Чехия                        | 2012—2013     | |
| Аурелио Андреацолли  | Италия                       | 2013          | Финалист Кубка Италии |
| Руди Гарсия          | Франция                      | 2013—2016     | Вице-чемпион (2) Серии А |
| Лучано Спаллетти     | Италия                       | 2016—2017     | Вице-чемпион Серии А 3-е место Серия А                                                                                                 |
| Эусебио Ди Франческо | Италия                       | 2017—2019     | 3-е место Серии А Полуфиналист Лиги чемпионов                                                                                          |
| Клаудио Раньери      | Италия                       | 2019          | |
| Паулу Фонсека        | Португалия                   | 2019—2021     | Полуфиналист Лиги Европы |
| Жозе Моуринью        | Португалия                   | 2021—2024     | Обладатель Лиги конференций Финалист Лиги Европы                                                                                       |
| Даниеле Де Росси     | Италия                       | 2024          | Полуфиналист Лиги Европы |
| Иван Юрич            | Хорватия                     | 2024          | |
| Клаудио Раньери      | Италия                       | 2024—2025     | |
| Джан Пьеро Гасперини | Италия                       | 2025—н.в.     | |

### Список президентов клуба
| Период     | Президент                |
| ---------- | ------------------------ |
| 1927—1928  | Итало Фоски              |
| 1928—1935  | Ренато Сачердоти         |
| 1935—1936  | Витторио Шиалоя          |
| 1936—1941  | Иджино Бетти             |
| 1941—1943  | Эдагардо Баццини         |
| 1943—1949  | Пьетро Бальдассарре      |
| 1949—1951  | Пьер Карло Рестаньо      |
| 1951—1952  | Ромоло Васелли           |
| 1952—1958  | Ренато Сачердоти         |
| 1958—1962  | Анаклето Джани           |
| 1962—1965  | Франческо Марини Деттина |
| 1965—1968  | Франко Эванджелисти      |
| 1968—1969  | Франческо Рануччи        |
| 1969—1971  | Альваро Маркини          |
| 1971—1979  | Гаэтано Анцалоне         |
| 1979—1991  | Дино Виола               |
| 1991—1993  | Джузеппе Чаррапико       |
| 1993       | Чиро Ди Мартино          |
| 1993—2008  | Франко Сенси             |
| 2008—2011  | Розелла Сенси            |
| 2011—2012  | Томас Ди Бенедетто       |
| 2012—2020  | Джеймс Паллотта          |
| 2020—н. в. | Дэн Фридкин              |

## Спонсоры
| Период     | Поставщик формы | Титульный спонсор           |
| ---------- | --------------- | --------------------------- |
| 1927—1970  | Отсутствует     | Отсутствует                 |
| 1970—1977  | Lacoste         | Отсутствует                 |
| 1977—1979  | Adidas          | Отсутствует                 |
| 1979—1980  | Pouchain        | Отсутствует                 |
| 1980—1982  | Playground      | Отсутствует                 |
| 1982—1984  | Patrick         | Barilla                     |
| 1984—1986  | Kappa           | Barilla                     |
| 1986—1991  | NR              | Barilla                     |
| 1991—1994  | Adidas          | Barilla                     |
| 1994—1997  | Asics           | Nuova Tirrena/INA Assitalia |
| 1997—2000  | Diadora         | INA Assitalia               |
| 2000—2003  | Kappa           | INA Assitalia               |
| 2003—2007  | Diadora         | Mazda/Banca Italease        |
| 2007—2013  | Kappa           | Wind                        |
| 2013—2014  | Отсутствует     | Отсутствует                 |
| 2014—2018  | Nike            | Отсутствует                 |
| 2018—2021  | Nike            | Qatar Airways               |
| 2021—2023  | New Balance     | Digitalbits                 |
| 2023—н. в. | Adidas          | Riyadh Season               |

## Экономика
В 1999 году, в период президентства Франко Сенси, «Рома» стала акционерным обществом. С 2004 по 2011 год акции «Ромы» распределены между «Compagnia Italpetroli SpA», который владеет 67,1 %, и другими акционерами, владеющими оставшимися 32,9 %. Наряду с «Ювентусом» и «Лацио» «Рома» является одним из всего лишь трёх итальянских клубов, представленных на Итальянской фондовой бирже. Согласно рейтингу «Deloitte Football Money League» в сезоне 2010/11 «Рома» был 15-м клубом в мире по уровню заработков (143,500 000 млн. €). По состоянию на 7 мая 2014 года, «Рома» находилась на 19-м месте среди богатейших футбольных клубов мира, по версии журнала «Forbes». 17 августа 2008 года председатель и владелец клуба Франко Сенси скончался после продолжительной болезни, место председателя клуба заняла его дочь Розелла.
В сезоне 2004/05 чистая прибыль «Ромы» составила € 10 091 689, а в следующем сезоне € 804 285 в сезоне 2005/06. В сезоне 2006/07 был изменён учётный метод МСФО, вследствие чего результат сезона 2005/06 был переклассифицирован в чистый убыток в размере € 4 051 905, а в сезоне 2006/07 чистый доход составил € 10 135 539. В сезоне 2007/08 «Рома» сделала чистую прибыль в размере € 18 699 219. В сезоне 2009/2010 финансовые итоги оказались негативными: клуб потратил на 21,8 млн евро больше, чем заработал. При этом расходы выросли на 3,1 %, а доходы сократились на 14,8 % по сравнению с прошлым годом.
В сезоне 2010/11 убытки клуба составили € 30 млн. На должность президента был утверждён новый владелец клуба Томас ди Бенедетто, также были избраны члены совета директоров. Восемь мест в нём получили представители американского консорциума, купившего «Рому» у Сенси, а пять мест достались банку UniCredit, в счёт погашения долгов перед которым прежние владельцы выставили футбольный клуб на продажу.

## «Рома» в массовой культуре

### Песни
Композиторы Клаудио Вилла, Ландо Фиорини, Альваро Амичи, Антонелло Вендетти, Марк Кондини посвящают свои песни клубу.

### Фильмы
Режиссёр Марио Боннар снял про клуб в 1932-м году фильм «Пять нулю», фильм повествует о великой победе над «Ювентусом» со счётом 5:0. Ещё про футбольный клуб «Рома» были сняты фильмы:
- «Жирный ход обычных подозреваемых» (1959)
- «Болельщик, судья и игрок» (1982)
- «Братья Италии» (1989)
- «Ультра» (1991)
- «Фанат» (1999)
- «Центр штрафной площади» (1996)
- «Ешь, молись, люби» (2010)

Также у клуба есть канал Roma TV, газета Il Romanista, журнал La Roma.